# 前森山パーキングエリア
前森山パーキングエリア（まえもりやまパーキングエリア）は、岩手県八幡平市松尾にある、東北自動車道のパーキングエリア。
名称は付近にある前森山から名づけられた。
当PA以北の東北自動車道（八戸自動車道も含む）のPAは全てトイレと自動販売機のみの設備となっている。

## 道路
- E4 東北自動車道

## 施設

### 上り線（盛岡・仙台方面）
- 駐車場
  - 大型7台
  - 小型11台
- トイレ
  - 男性 大2（和式0・洋式2）・小3
  - 女性 3（和式0・洋式3）
  - 車椅子用 1
- 飲料自動販売機

### 下り線（青森・八戸方面）
- 駐車場
  - 大型11台
  - 小型9台
- トイレ
  - 男性 大2（和式0・洋式2）・小3
  - 女性 3（和式0・洋式3）
  - 車椅子用 1
- 飲料自動販売機

## 隣
E4 東北自動車道
(45)松尾八幡平IC - 前森山PA - 畑PA - (46)安代JCT